# Dürre Wand
Dürre Wand är en bergskam i Österrike. Den ligger i förbundslandet Niederösterreich, i den östra delen av landet, 50 km sydväst om huvudstaden Wien. Högsta punkten på Dürre Wand är Katharinenschlag som ligger 1 222 meter över havet. Närmaste större samhälle är Ternitz, 15,8 km sydost om Dürre Wand. 